# Saint-Mary-le-Plain
Pour les articles homonymes, voir Saint-Mary et Plain.
Saint-Mary-le-Plain est une commune française située dans le département du Cantal, en région Auvergne-Rhône-Alpes.

## Géographie

### Localisation
Le village est situé aux confins des monts du Cézallier et de la Margeride.

### Communes limitrophes
Les communes limitrophes sont Bonnac, Ferrières-Saint-Mary, Rézentières, Saint-Poncy et Vieillespesse.
|                      | Bonnac              |             |
| Ferrières-Saint-Mary | Saint-Mary-le-Plain | Saint-Poncy |
| Rézentières          | Vieillespesse       |             |

### Hydrographie
Elle est bordée à l'ouest par l'Arcueil et à l'est par le Cérou, affluent de l'Allagnonette.

### Climat
Pour des articles plus généraux, voir Climat d'Auvergne-Rhône-Alpes et Climat du Cantal.
En 2010, le climat de la commune est de type climat des marges montargnardes, selon une étude du CNRS s'appuyant sur une série de données couvrant la période 1971-2000. En 2020, Météo-France publie une typologie des climats de la France métropolitaine dans laquelle la commune est exposée à un climat de montagne ou de marges de montagne et est dans la région climatique Nord-est du Massif Central, caractérisée par une pluviométrie annuelle de 800 à 1 200 mm, bien répartie dans l’année.
Pour la période 1971-2000, la température annuelle moyenne est de 8,4 °C, avec une amplitude thermique annuelle de 15,4 °C. Le cumul annuel moyen de précipitations est de 778 mm, avec 9,2 jours de précipitations en janvier et 6,7 jours en juillet. Pour la période 1991-2020, la température moyenne annuelle observée sur la station météorologique de Météo-France la plus proche, « St- Poncy_sapc »sur la commune de Saint-Poncy à 3 km à vol d'oiseau, est de 9,4 °C et le cumul annuel moyen de précipitations est de 741,8 mm,. Pour l'avenir, les paramètres climatiques de la commune estimés pour 2050 selon différents scénarios d'émission de gaz à effet de serre sont consultables sur un site dédié publié par Météo-France en novembre 2022.

## Urbanisme

### Typologie
Au 1er janvier 2024, Saint-Mary-le-Plain est catégorisée commune rurale à habitat très dispersé, selon la nouvelle grille communale de densité à 7 niveaux définie par l'Insee en 2022.
Elle est située hors unité urbaine. Par ailleurs la commune fait partie de l'aire d'attraction de Saint-Flour, dont elle est une commune de la couronne,. Cette aire, qui regroupe 36 communes, est catégorisée dans les aires de moins de 50 000 habitants,.

### Occupation des sols
L'occupation des sols de la commune, telle qu'elle ressort de la base de données européenne d’occupation biophysique des sols Corine Land Cover (CLC), est marquée par l'importance des territoires agricoles (59,7 % en 2018), une proportion sensiblement équivalente à celle de 1990 (59,9 %). La répartition détaillée en 2018 est la suivante : 
prairies (42,9 %), forêts (39 %), zones agricoles hétérogènes (16,8 %), milieux à végétation arbustive et/ou herbacée (1,4 %). L'évolution de l’occupation des sols de la commune et de ses infrastructures peut être observée sur les différentes représentations cartographiques du territoire : la carte de Cassini (XVIIIe siècle), la carte d'état-major (1820-1866) et les cartes ou photos aériennes de l'IGN pour la période actuelle (1950 à aujourd'hui).

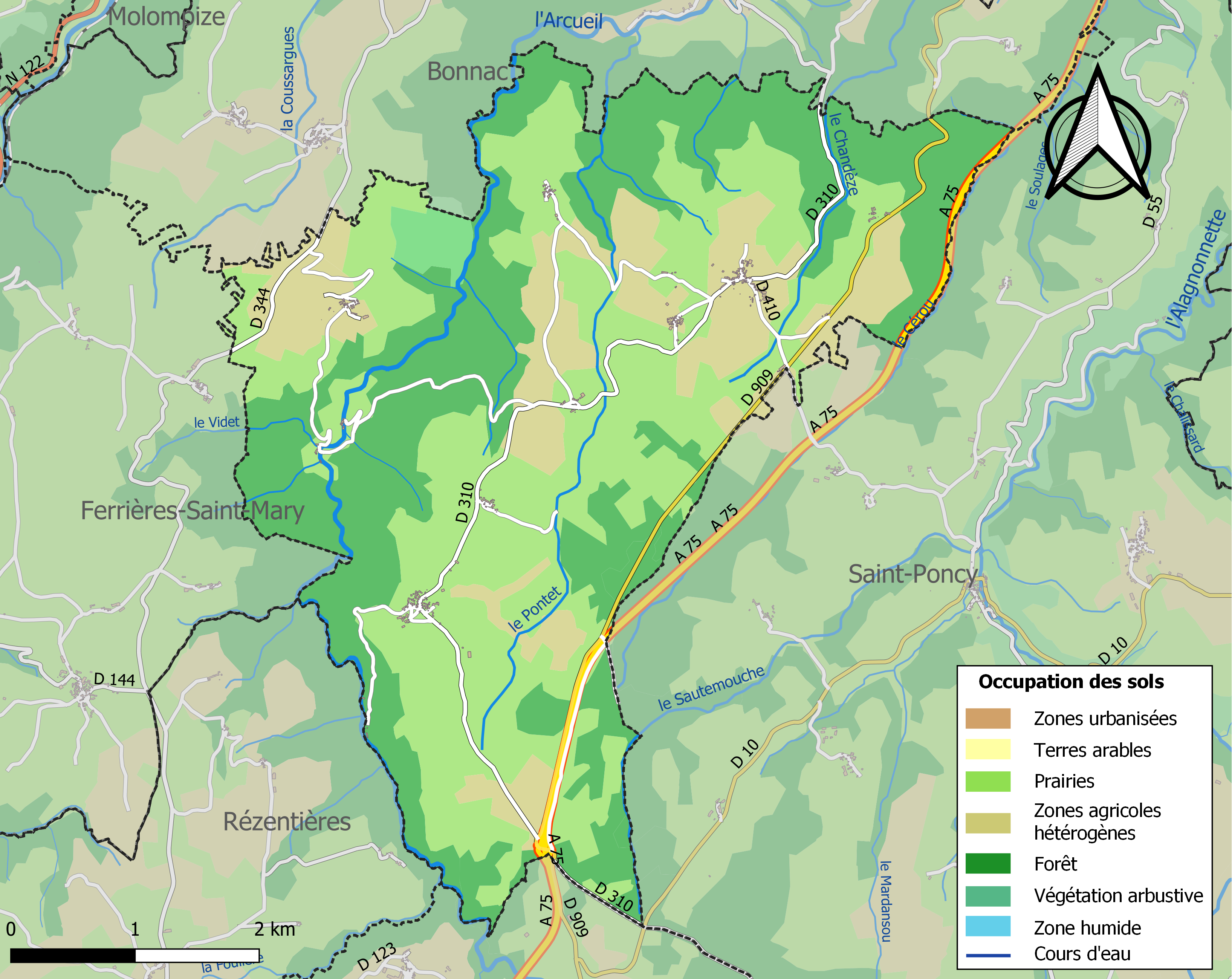
Carte des infrastructures et de l'occupation des sols de la commune en 2018 (CLC).

### Habitat et logement
En 2018, le nombre total de logements dans la commune était de 136, alors qu'il était de 133 en 2013 et de 133 en 2008.
Parmi ces logements, 56,5 % étaient des résidences principales, 35,7 % des résidences secondaires et 7,8 % des logements vacants. Ces logements étaient pour 95,8 % d'entre eux des maisons individuelles et pour 4,2 % des appartements.
Le tableau ci-dessous présente la typologie des logements à Saint-Mary-le-Plain en 2018 en comparaison avec celle du Cantal et de la France entière. Une caractéristique marquante du parc de logements est ainsi une proportion de résidences secondaires et logements occasionnels (35,7 %) supérieure à celle du département (20,4 %) et à celle de la France entière (9,7 %). Concernant le statut d'occupation de ces logements, 81 % des habitants de la commune sont propriétaires de leur logement (79,7 % en 2013), contre 70,4 % pour le Cantal et 57,5 pour la France entière.
| Typologie                                               | Saint-Mary-le-Plain | Cantal | France entière |
| ------------------------------------------------------- | ------------------- | ------ | -------------- |
| Résidences principales (en %)                           | 56,5                | 67,7   | 82,1           |
| Résidences secondaires et logements occasionnels (en %) | 35,7                | 20,4   | 9,7            |
| Logements vacants (en %)                                | 7,8                 | 11,9   | 8,2            |

### Voies de communication et transports
L'ancienne route nationale 9, aujourd'hui D909, traverse la commune du nord au sud. L'autoroute A75 la longe également, empruntant la vallée du Cérou.

## Toponymie
Le nom de la commune fait référence à Saint Mary qui évangélisa le pays.
Le village est nommé Sant Marin lo Plenh en occitan.

## Politique et administration
| Période                                  | Période   | Identité            | Étiquette | Qualité              |
| ---------------------------------------- | --------- | ------------------- | --------- | -------------------- |
| Les données manquantes sont à compléter. |           |                     |           |                      |
| 1792                                     | 1792      | Jean Barthomeuf     |           |                      |
| 1793                                     | 1795      | Claude Resche       |           |                      |
| 1801                                     | 1804      | Jean Resche         |           |                      |
| 1804                                     | 1805      | Guillaume Chabanier |           |                      |
| 1806                                     | 1817      | Jean Resche         |           |                      |
| 1817                                     | 1825      | Antoine Armant      |           |                      |
| 1826                                     | 1839      | Claude Viallefont   |           |                      |
| 1840                                     | 1859      | Jean Resche         |           |                      |
| 1860                                     | 1888      | Pierre Resche       |           |                      |
| 1889                                     | 1900      | Felix Resche        |           |                      |
| 1900                                     | 1919      | Jean Francois Greze |           |                      |
| 1920                                     | 1924      | Alphonse Barthomeuf |           |                      |
| 1925                                     | 1928      | Felix Resche        |           |                      |
| 1929                                     | 1935      | Arsene Resche       |           |                      |
| 1936                                     | 1952      | Alphonse Barthomeuf |           |                      |
|                                          |           |                     |           |                      |
| mars 2003                                | mars 2008 | André Chalier       |           |                      |
| mars 2008                                | mars 2014 | Nadia Levet         |           |                      |
| mars 2014                                | mai 2020  | Gabriel Testud      | SE        | Agriculteur retraité |
| mai 2020                                 | En cours  | Jean-Marc Mizoule   |           |                      |

## Population et société

### Démographie
L'évolution du nombre d'habitants est connue à travers les recensements de la population effectués dans la commune depuis 1793. Pour les communes de moins de 10 000 habitants, une enquête de recensement portant sur toute la population est réalisée tous les cinq ans, les populations de référence des années intermédiaires étant quant à elles estimées par interpolation ou extrapolation. Pour la commune, le premier recensement exhaustif entrant dans le cadre du nouveau dispositif a été réalisé en 2005.

En 2022, la commune comptait 186 habitants, en évolution de +17,72 % par rapport à 2016 (Cantal : −1,08 %, France hors Mayotte : +2,11 %).
| 1793 | 1800 | 1806 | 1821 | 1831 | 1836 | 1841 | 1846 | 1851 |
| ---- | ---- | ---- | ---- | ---- | ---- | ---- | ---- | ---- |
| 686  | 614  | 736  | 635  | 689  | 643  | 662  | 712  | 695  |

| 1856 | 1861 | 1866 | 1872 | 1876 | 1881 | 1886 | 1891 | 1896 |
| ---- | ---- | ---- | ---- | ---- | ---- | ---- | ---- | ---- |
| 679  | 713  | 615  | 564  | 576  | 584  | 654  | 583  | 586  |

| 1901 | 1906 | 1911 | 1921 | 1926 | 1931 | 1936 | 1946 | 1954 |
| ---- | ---- | ---- | ---- | ---- | ---- | ---- | ---- | ---- |
| 565  | 569  | 520  | 447  | 553  | 506  | 502  | 366  | 333  |

| 1962 | 1968 | 1975 | 1982 | 1990 | 1999 | 2005 | 2006 | 2010 |
| ---- | ---- | ---- | ---- | ---- | ---- | ---- | ---- | ---- |
| 306  | 284  | 245  | 206  | 172  | 156  | 159  | 157  | 154  |

| 2015 | 2020 | 2022 | - | - | - | - | - | - |
| ---- | ---- | ---- | - | - | - | - | - | - |
| 159  | 182  | 186  | - | - | - | - | - | - |

## Culture locale et patrimoine

### Lieux et monuments
- Église Saint-Mary

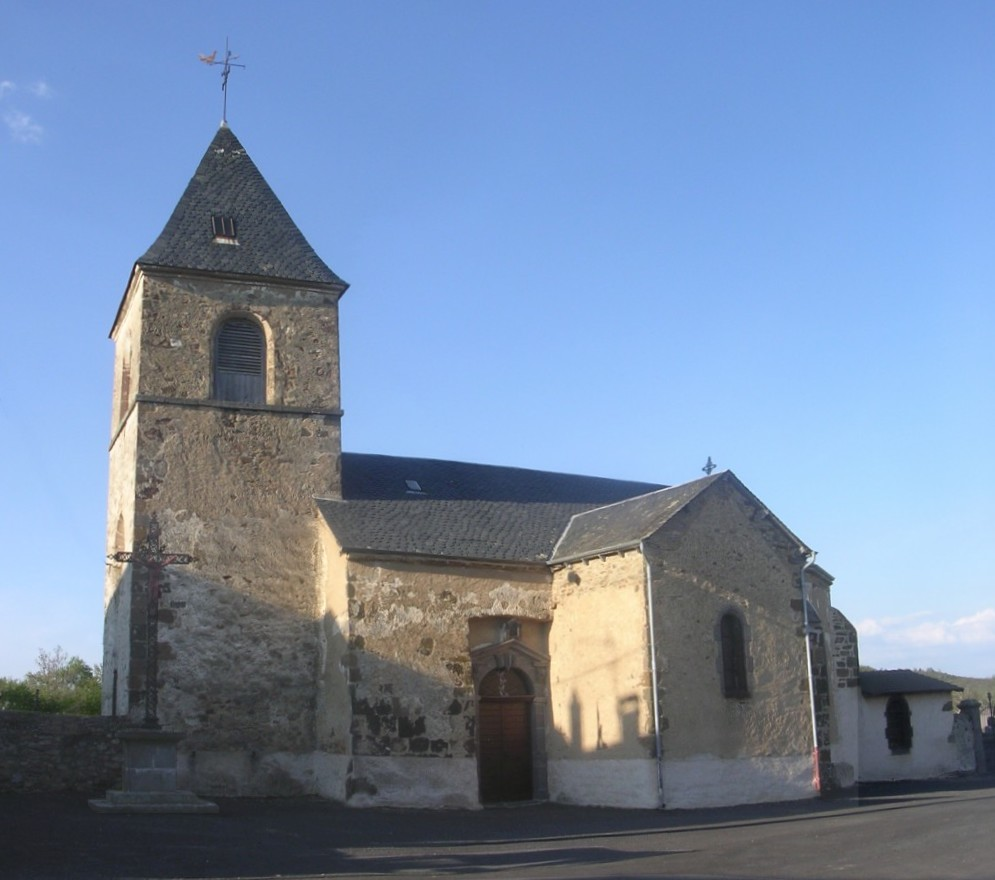
Église de Saint-Mary-le-Plain.

L'église de Saint-Mary-le-Plain est sous l'invocation de Mary le confesseur. Jean-Baptiste de Ribier du Châtelet relève qu'il s'agissait autrefois d'un prieuré, et qu'elle fut fulminée en 1219 par le pape Honorius III. Le clocher fut réparé en 1773 par Augustin de Molene, chanoine de Saint-Flour.
Pierre Moulier relève des similitudes architecturales entre cette église et celle de La Chapelle-Laurent, l'église Notre-Dame-de-l'Assomption, concluant que ce sont « deux églises jumelles, construites à la même époque par les mêmes artisans, cas assez rare pour être signalé ».
- Tour d'Anval.

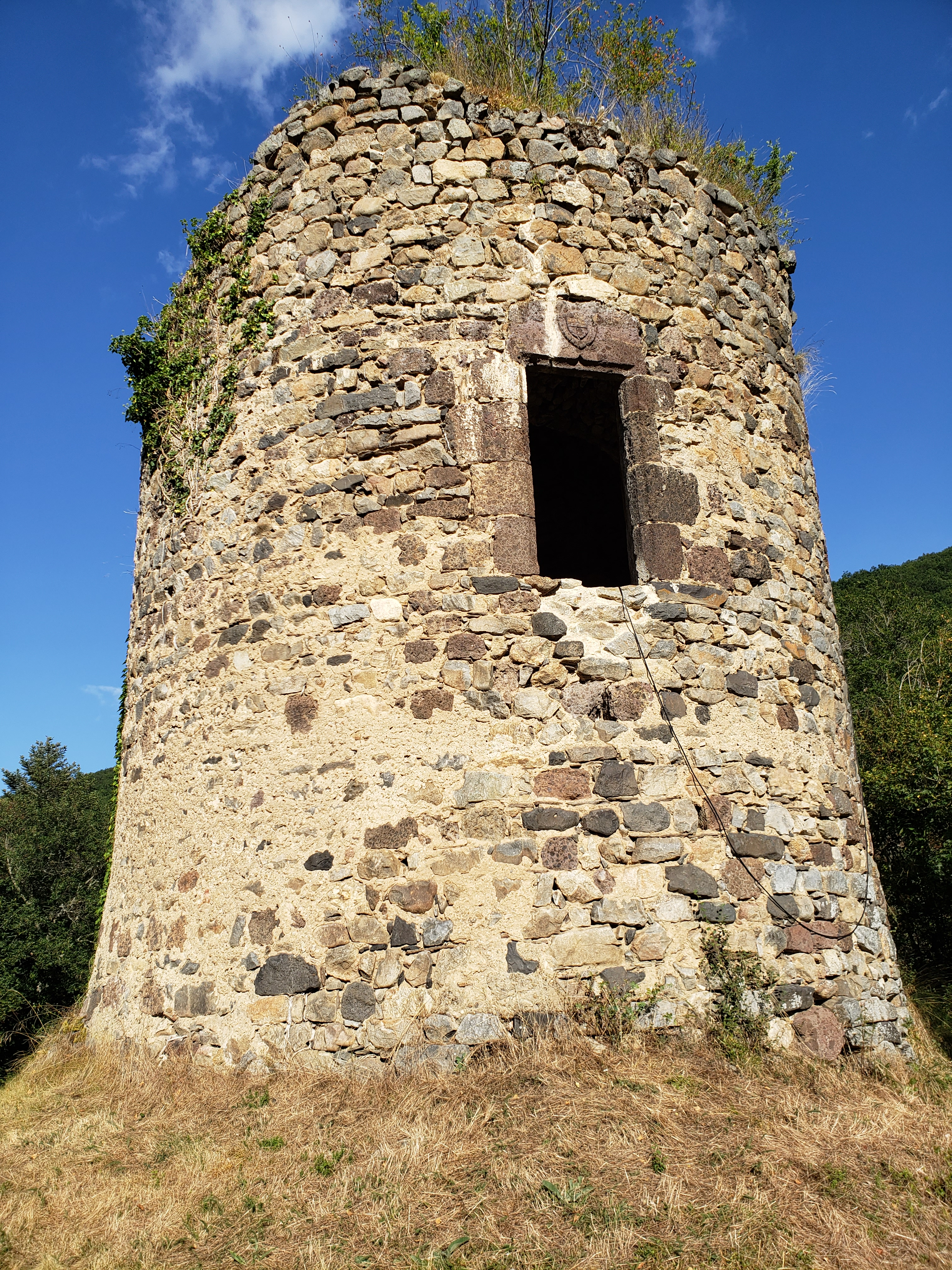
La tour d'Anval.

La tour d'Anval a été bâtie au XVe siècle à un moment où le fief appartenait à la famille de Lastic, dont les armoiries figurent au dessus de la porte. L'intérieur de la tour est organisé en trois niveaux, sur trois mètres de diamètre.
- Chêne de Sully, arbre remarquable répertorié par le Museum d'Histoire naturelle.

### Personnalités liées à la commune
- Henri Brunel (1871-1942), homme politique français, conseiller général (1919-1940) du canton de Massiac, sénateur du Cantal (1930-1939), né le 8 mars 1871 à Saint-Mary-le-Plain.